# Шоа (провінція)
Шоа (амх. ሸዋ оромо Shawaa; сом. Shawa; араб. شيوا, італ. Scioà) — провінція (до 1995 року) й історичний регіон в Ефіопії.

## Історія

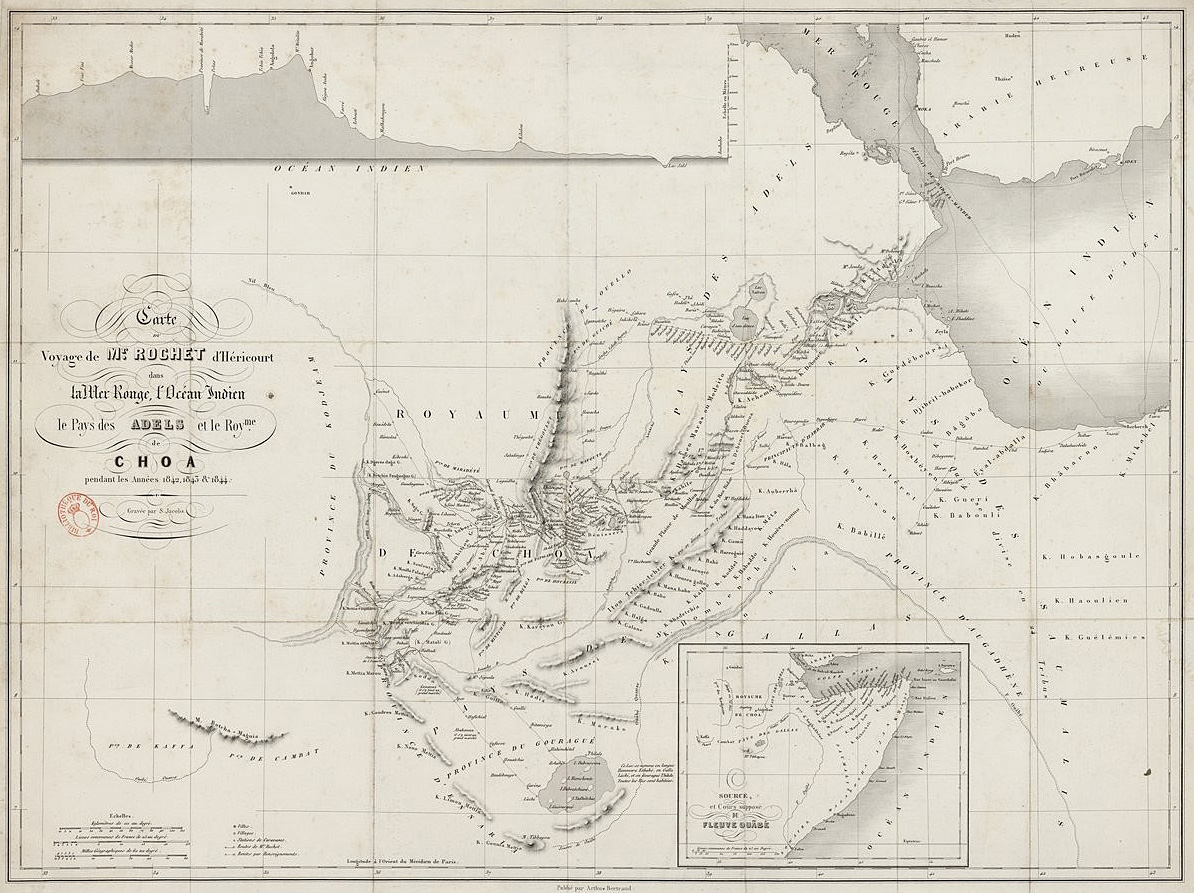
Мапа Експедиції в Ефіопію 1842—1844

Перші згадки Шоа з'являються в середньовічних ісламських літописах.
З Х сторіччя Шоа набуло статус королівства, але в 1285 році воно було влите до складу султанату Іфат.
Після цього Шоа переходила з рук в руки поки не потрапила в феодальну залежність від Ефіопської Імперії в пізньому середньовіччі.
В 1892 році столиця провінції Анкобер була знищена епідемією холери, тому столиця регіону була перенесена в Аддис-Абебу.
Після смерті імператора Ефіопії Йоханниса IV (1888 рік) виходець з Шоа — Менелик ІІ завоював трон Ефіопської Імперії.
В 1974 році Шоа була перетворена на Регіон, пізніше від неї був відділений регіон Аддис-Абеба.
В 1991 році регіон був розділений на 4 частини, але вже в 1995 році Шоа була розділена між іншими регіонами.
|                                    |
| Сахле Селасьє — один з королів Шоа |

|                            |
| Родинне дерево королів Шоа |

## Географія
Географічно регіон Шоа розташований ефіопському нагіррі, регіон характеризується гористою місцевістю і сухим кліматом.